# 2,6-Dichlor-4-nitroanilin
2,6-Dichlor-4-nitroanilin (Dicloran) ist eine chemische Verbindung aus der Gruppe der Nitroaniline. Sie wurde als Fungizid vorwiegend gegen die Weißstängeligkeit des Rapses verwendet.

## Gewinnung und Darstellung
2,6-Dichlor-4-nitroanilin kann durch elektrophile Chlorierung von 4-Nitroanilin gewonnen werden.

## Zulassung
Die EU-Kommission entschied 2008, Dicloran nicht in die Liste der zulässigen Pflanzenschutzmittel-Wirkstoffe aufzunehmen. Nach einem erneuten Zulassungsantrag fasste sie 2011 wieder eine ablehnende Entscheidung.
In Deutschland, Österreich und der Schweiz sind keine Pflanzenschutzmittel mit diesem Wirkstoff zugelassen.